# Le Bardo
Le Bardo (arabisch باردو Bardaw; Alternativschreibungen Bardo) ist ein Vorort von Tunis, der vier Kilometer westlich der tunesischen Hauptstadt liegt. Der Ort wurde um 1250 von den Hafsiden gegründet. Heute zählt er rund 70.000 Einwohner.
In Le Bardo befindet sich das größte archäologische Museum Tunesiens, das Bardo-Museum, das die weltweit bedeutendste Sammlung römischer Mosaiken besitzt und das in den Räumen des ehemaligen Harems des Bardo-Palastes untergebracht ist, der Mitte des 19. Jahrhunderts als Privatresidenz für Mohammad Bey errichtet wurde.
Im Jahr 1908 nahm die elektrische Straßenbahn in Le Bardo ihren Betrieb auf.

## Bevölkerung

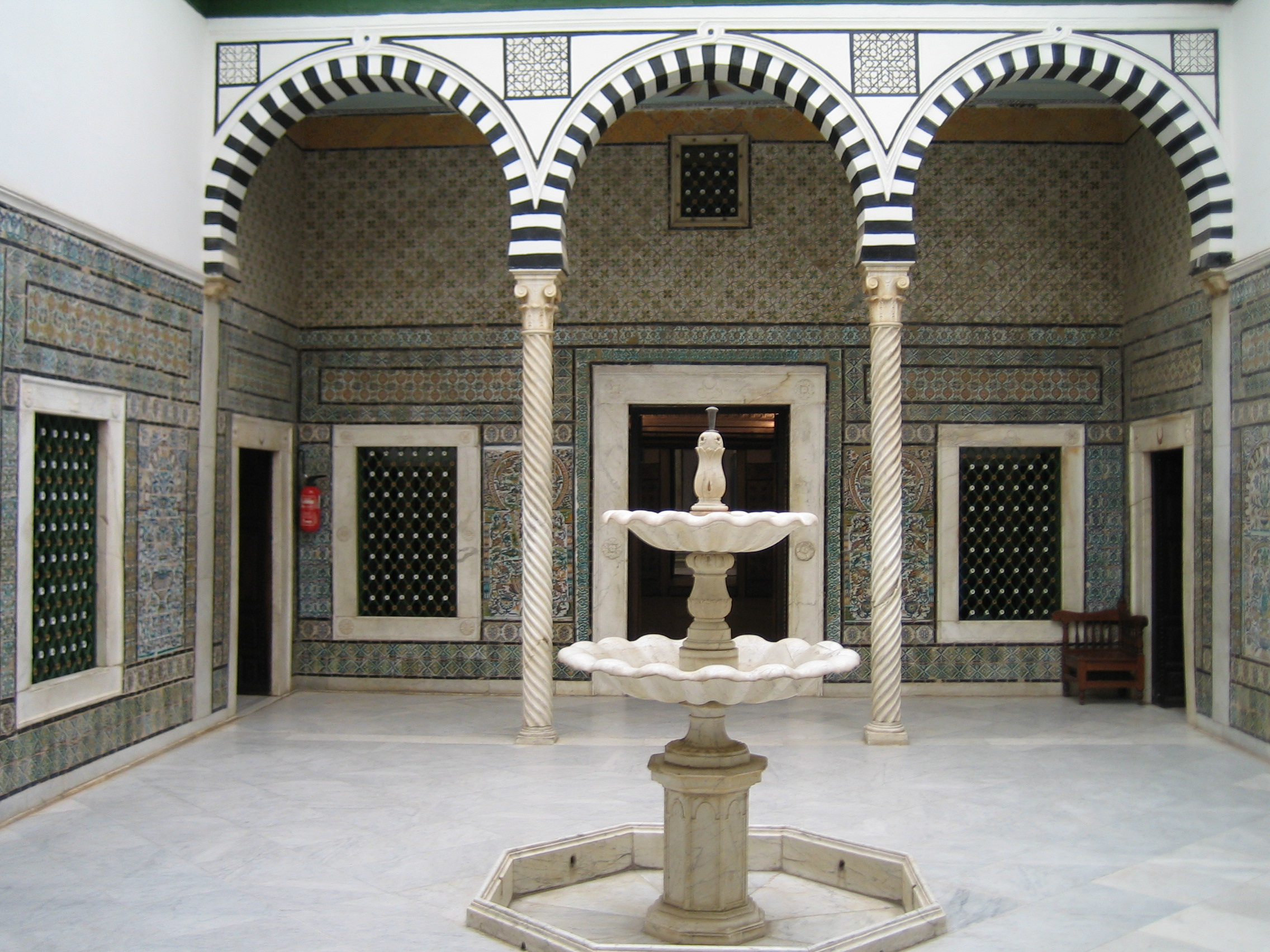
Hof im Bardo-Museum

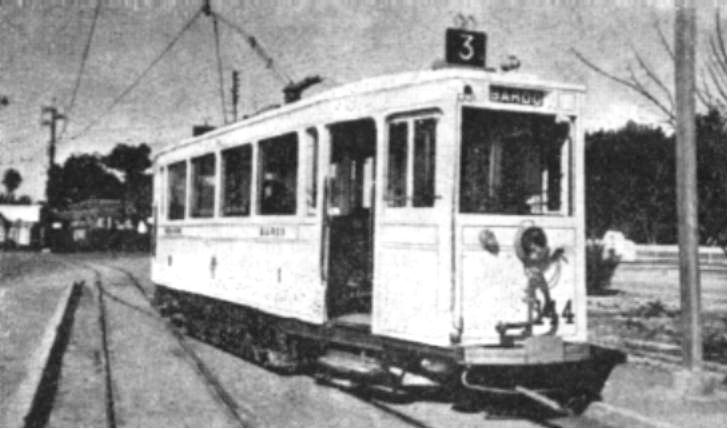
Straßenbahn in Bardo im Jahr 1952

Le Bardo hat 73.953 Einwohner (Berechnung 2006).
Bevölkerungsentwicklung:
| Jahr                        | Einwohner |
| --------------------------- | --------- |
| 1984 (Zensus)               | 65.669    |
| 1994 (Zensus)               | 72.700    |
| 2000 (offizielle Schätzung) | 74.230    |
| 2006 (Berechnung)           | 73.953    |

## Persönlichkeiten
- Jean Vuarnet (1933–2017), französischer Skirennläufer
- Ghazi Chaouachi (* 1963), Anwalt und Politiker
- Anis Boussaïdi (* 1981), Fußballspieler

## Sport
Der Sportverein Stade Tunisien ist in Le Bardo beheimatet. Der Verein ist mehrfacher Meister und Pokalsieger.